# Ömbölyi-erdő és Fényi-erdő
Ömbölyi-erdő és Fényi-erdő este o arie protejată (arie specială de conservare — SAC, sit de importanță comunitară — SCI) din Ungaria întinsă pe o suprafață de 1.433,34 ha, integral pe uscat.

## Localizare
Centrul sitului Ömbölyi-erdő és Fényi-erdő este situat la coordonatele 47°43′18″N 22°14′50″E / 47.721667°N 22.247222°E.

## Înființare
Situl Ömbölyi-erdő és Fényi-erdő a fost declarat sit de importanță comunitară în mai 2004 pentru a proteja 2 specii de plante și 12 specii de animale. Situl a fost protejat și ca arie specială de conservare în februarie 2010.

## Biodiversitate
Situată în ecoregiunea panonică, aria protejată conține 6 habitate naturale: Păduri mixte riverane de Quercus robur, Ulmus laevis și Ulmus minor, Fraxinus excelsior sau Fraxinus angustifolia, de-a lungul marilor râuri (Ulmenion minoris), Păduri stepice euro-siberiene cu Quercus spp., Păduri aluvionare cu Alnus glutinosa și Fraxinus excelsior (Alno-Padion, Alnion incanae, Salicion albae), Pajiști aluvionare inundabile, de Cnidion dubii, Mlaștini alcaline, Stepe panonice nisipoase.
La baza desemnării sitului se află mai multe specii protejate:
- plante (2): Iris aphylla subsp. hungarica, Pulsatilla pratensis subsp. hungarica
- amfibieni (2): buhai de baltă cu burta roșie (Bombina bombina), triton cu creastă dobrogean (Triturus dobrogicus)
- nevertebrate (9): croitorul mare al stejarului (Cerambyx cerdo), Cucujus cinnaberinus, fluturele de noapte (Eriogaster catax), Euplagia quadripunctaria, Hypodryas maturna, rădașcă (Lucanus cervus), Maculinea teleius, Vertigo angustior, Vertigo moulinsiana
- reptile (1): țestoasa de baltă (Emys orbicularis)

Pe lângă speciile protejate, pe teritoriul sitului au mai fost identificate 2 specii de plante, 1 specie de păsări, 1 specie de mamifere, 4 specii de nevertebrate, 3 specii de reptile.